# Direito de representação
Direito de representação decorre da sucessão legítima, pois, os herdeiros serão chamados para receber, através do direito de representação ou direito próprio, a herança. Procura-se, portanto, os herdeiros de graus aproximados do falecido (de cujus), para receber. O direito de representação permite que algum dos descendentes do de cujus substitua os herdeiros legítimos, podendo desta forma, ter seu direito hereditário.  Se o herdeiro legítimo falecer antes de realizar a abertura da sucessão, passar-se-á todos os seus direitos hereditários ao descendente mais próximo, caso o herdeiro legítimo estivesse vivo, todos os bens passariam para ele, mas, como faleceu antes que se realizasse a abertura da sucessão, irão ser transmitidos, em forma de substituição, os bens aqueles á sucessão por estirpe. O direito de representação só é realizado através da linha reta, ou seja, descendente, e excepcionalmente, em linha colateral, pois se dá á favor dos filhos e não daqueles irmãos que faleceram, nunca em linha ascendente, nem aos netos, quando os demais irmãos concorrerem.
FONTE: VENOSA, Sílvio de Salvo. Direito Civil - Direito das Sucessões, Vol. 7. 10ª Edição. Editora Atlas, 2010.